# 설성민
설성민(1983년 6월 4일 ~ )은 대한민국의 배우다. 1998년 뮤지컬 《명성황후》 오디션에 합격, 세자 역할로 데뷔했다. 고등학교 1학년 때부터 대학로 연극 무대를 찾았으며, 《로미오와 줄리엣》, 《동상이몽》 등의 연극에서 주연을 맡았다.

## 학력
- 용산고등학교 (졸업)
- 단국대학교 연극영화과 (휴학)

## 출연작

### 연극
- 2002년 《로미오와 줄리엣》 ... 로미오 역
- 2006년 《동상이몽》 ... 몽 역
- 2011년 《세계국립극장 페스티벌 - 느릅나무 그늘의 욕망》 ... 에번 역
- 2011년 《벙커맨》 ... 남자 역
- 2013년 《허풍》 ... 허풍 역
- 2013년 《블랙 코메디》 ... 브린즈리 역
- 2013년 《굿 닥터》
- 《유리동물원》
- 《EGO》

### 뮤지컬
- 1998년 《명성황후》
- 2008년 《달고나》
- 2010년 《사랑을 이루어 드립니다》 ... 진성 역
- 2011년 《화랑》 ... 기파랑 역
- 2011년 《가족》
- 2012년 《칵테일》
- 2013년 《개떡》 ... 박준현 역
- 2013년 《남자가 사랑할 때》
- 2013년 《청춘밴드 ZERO》 ... 최강인 역
- 《돈키호테》
- 《재즈 페스티벌》

### 드라마
- 2006년 EBS 《비밀의 교정》 ... 서진우 역
- 2006년 MBC 《베스트극장 - 라이카의 여름》 ... 강율 역
- 2007년 KBS 《마왕》 ... 어린 나석진 역
- 2007년 채널CGV 《파이브걸즈 시즌1》 ... 강수완 역
- 2007년 채널CGV 《파이브걸즈 맥시멈》 ... 강수완 역
- 2008년 채널CGV 《파이브걸즈 란제리》 ... 강수완 역

### 영화
- 2004년 《하류인생》 ... 관료 2 역
- 2006년 《홀리데이》 ... 이주환 역
- 2007년 《이브의 유혹 - 엔젤》 ... 김 형사 역
- 2007년 《꿈은 이루어》 ... 형철 역
- 2008년 《GP506》 ... 과거 대원, 박 상병 역
- 2008년 《퍼플레인》

## 수상
- 2007년 《춘사 영화제》- 인기상
- 2009년 《부천 영화제》- 뉴스타상
- 2011년 《춘사 국제 연극제》- 남자 우수 연기상
- 2011년 《세계 국립 페스티벌》- 한국 대표배우 선정

## 광고
- 《루카스》 전속 모델
- 《두루넷》
- 《해태제과 생생감자》